# Syntomeida euterpe
Syntomeida euterpe är en fjärilsart som beskrevs av Herrich-Schäffer 1856. Syntomeida euterpe ingår i släktet Syntomeida och familjen björnspinnare. Inga underarter finns listade i Catalogue of Life.